# Liff
Liff ist eine Ortschaft in der schottischen Council Area Angus. Sie liegt im äußersten Südwesten von Angus unmittelbar an den Grenzen zu den Council Areas Dundee und Perth and Kinross.
Der Name der Ortschaft wurde im Titel des 1983 erschienenen, humoristischen Nachschlagewerks The Meaning of Liff aufgegriffen.

## Geschichte
In der Umgebung von Liff finden sich frühe Besiedlungsspuren. So sind die Siedlungsreste westlich und südlich vom eisenzeitlichen Typ. Beide Anlagen sind als Scheduled Monuments denkmalgeschützt. Die auf einer Felsknolle gelegene Anlage Hurly Hawkin am Südrand Liffs wurde über mehrere Perioden genutzt.
Historisch lag Liff im Einflussbereich vierer Gutsanwesen. Von diesen liegen Invergowrie House, Camperdown House und Gray House heute innerhalb der Grenzen Dundees. Das vierte, Balruddery House, wurde ebenso wie Invergowrie House zwischenzeitlich abgebrochen. In den 1880er Jahren wurde das Royal Dundee Liff Hospital unter dem Namen Westgreen Asylum als Armenhospital und psychiatrische Einrichtung eröffnet. Die Gebäude der zwischenzeitlich aufgelassenen Klinik werden zu Wohnraum umgenutzt.
1961 lebten 82 Personen in Liff. Seit den 1990er Jahren entwickelte sich Liff verstärkt als Wohnstatt für Einpendler nach Dundee. So wurden dort im Rahmen der Zensuserhebung 2011 bereits 778 Personen gezählt.

## Verkehr
Liff ist über untergeordnete Straßen von der A90 sowie der A932 innerhalb weniger Kilometer erreichbar. 1861 erhielt Liff einen eigenen Bahnhof an der Dundee and Newtyle Railway. Dieser lag in Dundee rund 2,5 Kilometer südöstlich von Liff. Der Betrieb wurde 1955 eingestellt.